# Solent Thrashers 2022
Questa voce raccoglie le informazioni riguardanti i Solent Thrashers nelle competizioni ufficiali della stagione 2022.

## BAFA NL Premiership 2022

### Stagione regolare
| 10 aprile 2022, ore 14:00 1ª giornata | London Warriors | 44 – 3 | Solent Thrashers |  |

| 17 aprile 2022, ore 14:00 2ª giornata | Solent Thrashers | 9 – 6 | London Blitz |  |

| 1º maggio 2022, ore 14:00 4ª giornata | Solent Thrashers | 42 – 6 | London Olympians |  |

| 15 maggio 2022, ore 14:00 5ª giornata | Bristol Aztecs | 43 – 13 | Solent Thrashers |  |

| 22 maggio 2022, ore 14:00 6ª giornata | Solent Thrashers | 0 – 60 | London Warriors |  |

| 5 giugno 2022, ore 14:00 7ª giornata | Kent Exiles | 18 – 43 | Solent Thrashers |  |

| 19 giugno 2022, ore 16:00 8ª giornata | London Blitz | 26 – 6 | Solent Thrashers |  |

| 26 giugno 2022, ore 14:00 9ª giornata | Solent Thrashers | 25 – 12 | Kent Exiles |  |

| 3 luglio 2022, ore 14:00 10ª giornata | London Olympians | 14 – 39 | Solent Thrashers |  |

| 24 luglio 2022, ore 14:00 11ª giornata | Solent Thrashers | 0 – 11 | Bristol Aztecs |  |

## Statistiche di squadra
| Competizione      | %Vittorie | In casa | In casa | In casa | In casa | In casa | In casa | In trasferta | In trasferta | In trasferta | In trasferta | In trasferta | In trasferta | Totale | Totale | Totale | Totale | Totale | Totale |
| Competizione      | %Vittorie | G       | V       | N       | P       | Pf      | Ps      | G            | V            | N            | P            | Pf           | Ps           | G      | V      | N      | P      | Pf     | Ps     |
| ----------------- | --------- | ------- | ------- | ------- | ------- | ------- | ------- | ------------ | ------------ | ------------ | ------------ | ------------ | ------------ | ------ | ------ | ------ | ------ | ------ | ------ |
| Stagione regolare | .500      | 5       | 3       | 0       | 2       | 76      | 95      | 5            | 2            | 0            | 3            | 104          | 145          | 10     | 5      | 0      | 5      | 180    | 240    |
| Totale            | .500      | 4       | 2       | 0       | 2       | 76      | 95      | 4            | 0            | 0            | 4            | 95           | 145          | 10     | 5      | 0      | 5      | 180    | 240    |